# Bladtjärnen (Örträsks socken, Lappland)
Bladtjärnen är en sjö i Lycksele kommun i Lappland och ingår i Öreälvens huvudavrinningsområde. Sjön har en area på 0,0325 kvadratkilometer och ligger 258,9 meter över havet.

## Delavrinningsområde
Bladtjärnen ingår i det delavrinningsområde (712249-165249) som SMHI kallar för Mynnar i Örträsksjön. Medelhöjden är 254 meter över havet och ytan är 25,11 kvadratkilometer. Det finns ett avrinningsområde uppströms, och räknas det in blir den ackumulerade arean 54,47 kvadratkilometer. Kvarnbäcken som avvattnar avrinningsområdet har biflödesordning 2, vilket innebär att vattnet flödar genom totalt 2 vattendrag innan det når havet efter 115 kilometer. Avrinningsområdet består mestadels av skog (72 procent) och sankmarker (23 procent). Avrinningsområdet har 0,03 kvadratkilometer vattenytor vilket ger det en sjöprocent på 0,1 procent.